# Grand Prix-wegrace van Qatar

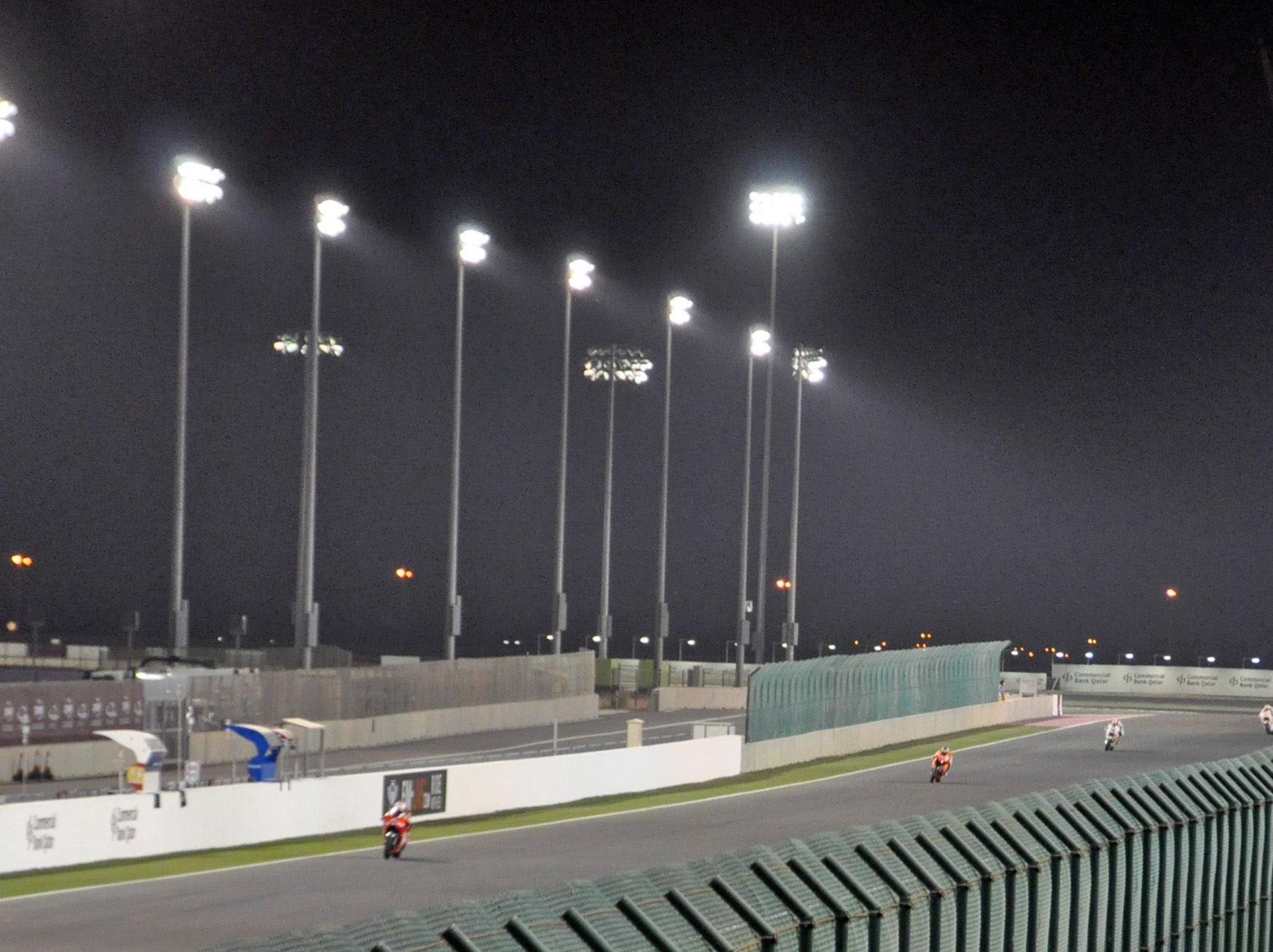
MotoGP 2010 bij kunstlicht

De Grand Prix van Qatar voor motorfietsen is een motorsportrace, die sinds 2004 wordt verreden en meetelt voor het wereldkampioenschap wegrace. Het evenement vindt plaats op het Losail International Circuit in de buurt van Doha.
In 2008 werd de race in de avonduren met kunstlicht verreden en was daarmee de eerste nachtrace in de geschiedenis van het wereldkampioenschap.

Losail International Circuit

## Statistiek
| Editie | Seizoen | Circuit | Klasse | Winnaar                        | Tweede                      | Derde                         | Poleposition               | Snelste ronde                 |
| ------ | ------- | ------- | ------ | ------------------------------ | --------------------------- | ----------------------------- | -------------------------- | ----------------------------- |
| 1      | 2004    | Losail  | 125 cc | Jorge Lorenzo (Derbi)          | Andrea Dovizioso (Honda)    | Álvaro Bautista (Aprilia)     | Jorge Lorenzo (Derbi)      | Jorge Lorenzo (Derbi)         |
| 1      | 2004    | Losail  | 250 cc | Sebastián Porto (Aprilia)      | Dani Pedrosa (Honda)        | Hiroshi Aoyama (Honda)        | Sebastián Porto (Honda)    | Alex de Angelis (Aprilia)     |
| 1      | 2004    | Losail  | MotoGP | Sete Gibernau (Honda)          | Colin Edwards (Honda)       | Rubén Xaus (Ducati)           | Carlos Checa (Yamaha)      | Colin Edwards (Honda)         |
|        |         |         |        |                                |                             |                               |                            |                               |
| 2      | 2005    | Losail  | 125 cc | Gábor Talmácsi (KTM)           | Mika Kallio (KTM)           | Marco Simoncelli (Aprilia)    | Mika Kallio (KTM)          | Marco Simoncelli (Aprilia)    |
| 2      | 2005    | Losail  | 250 cc | Casey Stoner (Aprilia)         | Jorge Lorenzo (Honda)       | Andrea Dovizioso (Honda)      | Jorge Lorenzo (Honda)      | Dani Pedrosa (Honda)          |
| 2      | 2005    | Losail  | MotoGP | Valentino Rossi (Yamaha)       | Marco Melandri (Honda)      | Nicky Hayden (Honda)          | Loris Capirossi (Ducati)   | Nicky Hayden (Honda)          |
|        |         |         |        |                                |                             |                               |                            |                               |
| 3      | 2006    | Losail  | 125 cc | Álvaro Bautista (Aprilia)      | Mika Kallio (KTM)           | Sergio Gadea (Aprilia)        | Álvaro Bautista (Aprilia)  | Álvaro Bautista (Aprilia)     |
| 3      | 2006    | Losail  | 250 cc | Jorge Lorenzo (Aprilia)        | Andrea Dovizioso (Honda)    | Roberto Locatelli (Aprilia)   | Jorge Lorenzo (Aprilia)    | Andrea Dovizioso (Honda)      |
| 3      | 2006    | Losail  | MotoGP | Valentino Rossi (Yamaha)       | Nicky Hayden (Honda)        | Loris Capirossi (Ducati)      | Casey Stoner (Honda)       | Valentino Rossi (Yamaha)      |
|        |         |         |        |                                |                             |                               |                            |                               |
| 4      | 2007    | Losail  | 125 cc | Héctor Faubel (Aprilia)        | Gábor Talmácsi (Aprilia)    | Lukáš Pešek (Derbi)           | Gábor Talmácsi (Aprilia)   | Gábor Talmácsi (Aprilia)      |
| 4      | 2007    | Losail  | 250 cc | Jorge Lorenzo (Aprilia)        | Alex de Angelis (Aprilia)   | Héctor Barberá (Aprilia)      | Jorge Lorenzo (Aprilia)    | Alex de Angelis (Aprilia)     |
| 4      | 2007    | Losail  | MotoGP | Casey Stoner (Ducati)          | Valentino Rossi (Yamaha)    | Dani Pedrosa (Honda)          | Valentino Rossi (Yamaha)   | Casey Stoner (Ducati)         |
|        |         |         |        |                                |                             |                               |                            |                               |
| 5      | 2008    | Losail  | 125 cc | Sergio Gadea (Aprilia)         | Joan Olivé (Derbi)          | Stefan Bradl (Aprilia)        | Bradley Smith (Aprilia)    | Scott Redding (Aprilia)       |
| 5      | 2008    | Losail  | 250 cc | Mattia Pasini (Aprilia)        | Héctor Barberá (Aprilia)    | Mika Kallio (KTM)             | Alex Debón (Aprilia)       | Alex Debón (Aprilia)          |
| 5      | 2008    | Losail  | MotoGP | Casey Stoner (Ducati)          | Jorge Lorenzo (Yamaha)      | Dani Pedrosa (Honda)          | Jorge Lorenzo (Yamaha)     | Casey Stoner (Ducati)         |
|        |         |         |        |                                |                             |                               |                            |                               |
| 6      | 2009    | Losail  | 125 cc | Andrea Iannone (Aprilia)       | Julián Simón (Aprilia)      | Sandro Cortese (Derbi)        | Julián Simón (Aprilia)     | Julián Simón (Aprilia)        |
| 6      | 2009    | Losail  | 250 cc | Héctor Barberá (Aprilia)       | Jules Cluzel (Aprilia)      | Mike Di Meglio (Aprilia)      | Álvaro Bautista (Aprilia)  | Hiroshi Aoyama (Honda)        |
| 6      | 2009    | Losail  | MotoGP | Casey Stoner (Ducati)          | Valentino Rossi (Yamaha)    | Jorge Lorenzo (Yamaha)        | Casey Stoner (Ducati)      | Casey Stoner (Ducati)         |
|        |         |         |        |                                |                             |                               |                            |                               |
| 7      | 2010    | Losail  | 125 cc | Nicolás Terol (Aprilia)        | Efrén Vázquez (Derbi)       | Marc Márquez (Derbi)          | Marc Márquez (Derbi)       | Nicolás Terol (Aprilia)       |
| 7      | 2010    | Losail  | Moto2  | Shoya Tomizawa (Suter)         | Alex Debón (FTR)            | Jules Cluzel (Suter)          | Toni Elías (Moriwaki)      | Thomas Lüthi (Moriwaki)       |
| 7      | 2010    | Losail  | MotoGP | Valentino Rossi (Yamaha)       | Jorge Lorenzo (Yamaha)      | Andrea Dovizioso (Honda)      | Casey Stoner (Ducati)      | Casey Stoner (Ducati)         |
|        |         |         |        |                                |                             |                               |                            |                               |
| 8      | 2011    | Losail  | 125 cc | Nicolás Terol (Aprilia)        | Sandro Cortese (Aprilia)    | Sergio Gadea (Aprilia)        | Nicolás Terol (Aprilia)    | Nicolás Terol (Aprilia)       |
| 8      | 2011    | Losail  | Moto2  | Stefan Bradl (Kalex)           | Andrea Iannone (Suter)      | Thomas Lüthi (Suter)          | Stefan Bradl (Kalex)       | Alex de Angelis (Motobi)      |
| 8      | 2011    | Losail  | MotoGP | Casey Stoner (Honda)           | Jorge Lorenzo (Yamaha)      | Dani Pedrosa (Honda)          | Casey Stoner (Honda)       | Casey Stoner (Honda)          |
|        |         |         |        |                                |                             |                               |                            |                               |
| 9      | 2012    | Losail  | Moto3  | Maverick Viñales (FTR-Honda)   | Romano Fenati (FTR-Honda)   | Sandro Cortese (KTM)          | Sandro Cortese (KTM)       | Maverick Viñales (FTR-Honda)  |
| 9      | 2012    | Losail  | Moto2  | Marc Márquez (Suter)           | Andrea Iannone (Speed Up)   | Pol Espargaró (Kalex)         | Thomas Lüthi (Suter)       | Marc Márquez (Suter)          |
| 9      | 2012    | Losail  | MotoGP | Jorge Lorenzo (Yamaha)         | Dani Pedrosa (Honda)        | Casey Stoner (Honda)          | Jorge Lorenzo (Yamaha)     | Casey Stoner (Honda)          |
|        |         |         |        |                                |                             |                               |                            |                               |
| 10     | 2013    | Losail  | Moto3  | Luis Salom (KTM)               | Maverick Viñales (KTM)      | Álex Rins (KTM)               | Luis Salom (KTM)           | Jonas Folger (Kalex-KTM)      |
| 10     | 2013    | Losail  | Moto2  | Pol Espargaró (Kalex)          | Scott Redding (Kalex)       | Takaaki Nakagami (Kalex)      | Pol Espargaró (Kalex)      | Pol Espargaró (Kalex)         |
| 10     | 2013    | Losail  | MotoGP | Jorge Lorenzo (Yamaha)         | Valentino Rossi (Yamaha)    | Marc Márquez (Honda)          | Jorge Lorenzo (Yamaha)     | Marc Márquez (Honda)          |
|        |         |         |        |                                |                             |                               |                            |                               |
| 11     | 2014    | Losail  | Moto3  | Jack Miller (KTM)              | Álex Márquez (Honda)        | Efrén Vázquez (Honda)         | Álex Rins (Honda)          | Alexis Masbou (Honda)         |
| 11     | 2014    | Losail  | Moto2  | Esteve Rabat (Kalex)           | Mika Kallio (Kalex)         | Thomas Lüthi (Suter)          | Esteve Rabat (Kalex)       | Maverick Viñales (Kalex)      |
| 11     | 2014    | Losail  | MotoGP | Marc Márquez (Honda)           | Valentino Rossi (Yamaha)    | Dani Pedrosa (Honda)          | Marc Márquez (Honda)       | Álvaro Bautista (Honda)       |
|        |         |         |        |                                |                             |                               |                            |                               |
| 12     | 2015    | Losail  | Moto3  | Alexis Masbou (Honda)          | Enea Bastianini (Honda)     | Danny Kent (Honda)            | Alexis Masbou (Honda)      | Enea Bastianini (Honda)       |
| 12     | 2015    | Losail  | Moto2  | Jonas Folger (Kalex)           | Xavier Siméon (Kalex)       | Thomas Lüthi (Kalex)          | Sam Lowes (Speed Up)       | Johann Zarco (Kalex)          |
| 12     | 2015    | Losail  | MotoGP | Valentino Rossi (Yamaha)       | Andrea Dovizioso (Ducati)   | Andrea Iannone (Ducati)       | Andrea Dovizioso (Ducati)  | Valentino Rossi (Yamaha)      |
|        |         |         |        |                                |                             |                               |                            |                               |
| 13     | 2016    | Losail  | Moto3  | Niccolò Antonelli (Honda)      | Brad Binder (KTM)           | Francesco Bagnaia (Mahindra)  | Romano Fenati (KTM)        | Livio Loi (Honda)             |
| 13     | 2016    | Losail  | Moto2  | Thomas Lüthi (Kalex)           | Luis Salom (Kalex)          | Simone Corsi (Speed Up)       | Jonas Folger (Kalex)       | Sam Lowes (Kalex)             |
| 13     | 2016    | Losail  | MotoGP | Jorge Lorenzo (Yamaha)         | Andrea Dovizioso (Ducati)   | Marc Márquez (Honda)          | Jorge Lorenzo (Yamaha)     | Jorge Lorenzo (Yamaha)        |
|        |         |         |        |                                |                             |                               |                            |                               |
| 14     | 2017    | Losail  | Moto3  | Joan Mir (Honda)               | John McPhee (Honda)         | Jorge Martín (Honda)          | Jorge Martín (Honda)       | Fabio Di Giannantonio (Honda) |
| 14     | 2017    | Losail  | Moto2  | Franco Morbidelli (Kalex)      | Thomas Lüthi (Kalex)        | Takaaki Nakagami (Kalex)      | Franco Morbidelli (Kalex)  | Franco Morbidelli (Kalex)     |
| 14     | 2017    | Losail  | MotoGP | Maverick Viñales (Yamaha)      | Andrea Dovizioso (Ducati)   | Valentino Rossi (Yamaha)      | Maverick Viñales (Yamaha)  | Johann Zarco (Yamaha)         |
|        |         |         |        |                                |                             |                               |                            |                               |
| 15     | 2018    | Losail  | Moto3  | Jorge Martín (Honda)           | Arón Canet (Honda)          | Lorenzo Dalla Porta (Honda)   | Niccolò Antonelli (Honda)  | Arón Canet (Honda)            |
| 15     | 2018    | Losail  | Moto2  | Francesco Bagnaia (Kalex)      | Lorenzo Baldassarri (Kalex) | Álex Márquez (Kalex)          | Álex Márquez (Kalex)       | Lorenzo Baldassarri (Kalex)   |
| 15     | 2018    | Losail  | MotoGP | Andrea Dovizioso (Ducati)      | Marc Márquez (Honda)        | Valentino Rossi (Yamaha)      | Johann Zarco (Yamaha)      | Andrea Dovizioso (Ducati)     |
|        |         |         |        |                                |                             |                               |                            |                               |
| 16     | 2019    | Losail  | Moto3  | Kaito Toba (Honda)             | Lorenzo Dalla Porta (Honda) | Arón Canet (KTM)              | Arón Canet (KTM)           | Romano Fenati (Honda)         |
| 16     | 2019    | Losail  | Moto2  | Lorenzo Baldassarri (Kalex)    | Thomas Lüthi (Kalex)        | Marcel Schrötter (Kalex)      | Marcel Schrötter (Kalex)   | Thomas Lüthi (Kalex)          |
| 16     | 2019    | Losail  | MotoGP | Andrea Dovizioso (Ducati)      | Marc Márquez (Honda)        | Cal Crutchlow (Honda)         | Maverick Viñales (Yamaha)  | Fabio Quartararo (Yamaha)     |
|        |         |         |        |                                |                             |                               |                            |                               |
| 17     | 2020    | Losail  | Moto3  | Albert Arenas (KTM)            | John McPhee (Honda)         | Ai Ogura (Honda)              | Tatsuki Suzuki (Honda)     | Ai Ogura (Honda)              |
| 17     | 2020    | Losail  | Moto2  | Tetsuta Nagashima (Kalex)      | Lorenzo Baldassarri (Kalex) | Enea Bastianini (Kalex)       | Joe Roberts (Kalex)        | Tetsuta Nagashima (Kalex)     |
|        |         |         |        |                                |                             |                               |                            |                               |
| 18     | 2021    | Losail  | Moto3  | Jaume Masiá (KTM)              | Pedro Acosta (KTM)          | Darryn Binder (Honda)         | Darryn Binder (Honda)      | Xavier Artigas (KTM)          |
| 18     | 2021    | Losail  | Moto2  | Sam Lowes (Kalex)              | Remy Gardner (Kalex)        | Fabio Di Giannantonio (Kalex) | Sam Lowes (Kalex)          | Remy Gardner (Kalex)          |
| 18     | 2021    | Losail  | MotoGP | Maverick Viñales (Yamaha)      | Johann Zarco (Ducati)       | Francesco Bagnaia (Ducati)    | Francesco Bagnaia (Ducati) | Maverick Viñales (Yamaha)     |
|        |         |         |        |                                |                             |                               |                            |                               |
| 19     | 2022    | Losail  | Moto3  | Andrea Migno (Honda)           | Sergio García (GasGas)      | Kaito Toba (KTM)              | Izan Guevara (GasGas)      | Dennis Foggia (Honda)         |
| 19     | 2022    | Losail  | Moto2  | Celestino Vietti (Kalex)       | Arón Canet (Kalex)          | Sam Lowes (Kalex)             | Celestino Vietti (Kalex)   | Celestino Vietti (Kalex)      |
| 19     | 2022    | Losail  | MotoGP | Enea Bastianini (Ducati)       | Brad Binder (KTM)           | Pol Espargaró (Honda)         | Jorge Martín (Ducati)      | Enea Bastianini (Ducati)      |
|        |         |         |        |                                |                             |                               |                            |                               |
| 20     | 2023    | Losail  | Moto3  | Jaume Masiá (Honda)            | David Alonso (GasGas)       | Deniz Öncü (KTM)              | Daniel Holgado (KTM)       | Ayumu Sasaki (Husqvarna)      |
| 20     | 2023    | Losail  | Moto2  | Fermín Aldeguer (Boscoscuro)   | Manuel González (Kalex)     | Arón Canet (Kalex)            | Joe Roberts (Kalex)        | Sam Lowes (Kalex)             |
| 20     | 2023    | Losail  | MotoGP | Fabio Di Giannantonio (Ducati) | Francesco Bagnaia (Ducati)  | Luca Marini (Ducati)          | Luca Marini (Ducati)       | Enea Bastianini (Ducati)      |
|        |         |         |        |                                |                             |                               |                            |                               |
| 21     | 2024    | Losail  | Moto3  | David Alonso (CFMoto)          | Daniel Holgado (GasGas)     | Taiyo Furusato (Honda)        | Daniel Holgado (GasGas)    | Tatsuki Suzuki (Husqvarna)    |
| 21     | 2024    | Losail  | Moto2  | Alonso López (Boscoscuro)      | Barry Baltus (Kalex)        | Sergio García (Boscoscuro)    | Arón Canet (Kalex)         | Arón Canet (Kalex)            |
| 21     | 2024    | Losail  | MotoGP | Francesco Bagnaia (Ducati)     | Brad Binder (KTM)           | Jorge Martín (Ducati)         | Jorge Martín (Ducati)      | Pedro Acosta (KTM)            |
|        |         |         |        |                                |                             |                               |                            |                               |
| 22     | 2025    | Losail  | Moto3  | Ángel Piqueras (KTM)           | Taiyo Furusato (Honda)      | Ryusei Yamanaka (KTM)         | Ryusei Yamanaka (KTM)      | David Muñoz (KTM)             |
| 22     | 2025    | Losail  | Moto2  | Arón Canet (Kalex)             | Deniz Öncü (Kalex)          | Manuel González (Kalex)       | Manuel González (Kalex)    | Barry Baltus (Kalex)          |
| 22     | 2025    | Losail  | MotoGP | Marc Márquez (Ducati)          | Francesco Bagnaia (Ducati)  | Franco Morbidelli (Ducati)    | Marc Márquez (Ducati)      | Marc Márquez (Ducati)         |

## Noot
1. ↑  Officieel vond er geen telling plaats

2004 · 2005 · 2006 · 2007 · 2008 · 2009 · 2010 · 2011 · 2012 · 2013 · 2014 · 2015 · 2016 · 2017 · 2018 · 2019 · 2020 · 2021 · 2022 · 2023 · 2024 · 2025